# 6761 Гарольдконноллі
6761 Гарольдконноллі (6761 Haroldconnolly) — астероїд головного поясу, відкритий 2 березня 1981 року.
Тіссеранів параметр щодо Юпітера — 3,185.